# Crangonyx hobbsi
Crangonyx hobbsi là một loài giáp xác thuộc họ Crangonyctidae. Nó là loài đặc hữu của Hoa Kỳ.